# Drepanobanda trilineata
Drepanobanda trilineata är en djurart som tillhör fylumet slemmaskar, och som beskrevs av Stiasny-Wijnhoff 1936. Drepanobanda trilineata ingår i släktet Drepanobanda och familjen Drepanobandidae. Inga underarter finns listade i Catalogue of Life.